# د ماتریا مدیکا
د ماتریا مدیکا یک دائرةالمعارف از گیاهان دارویی است که توسط دیوسکوریدس در حدود سال ۷۸ میلادی نوشته شده است.

## ترجمهٔ فارسی و عربی
کتاب دیسقوریدس: مبانی پزشکی و کاربرد داروهای گیاهی، جانوری، معدنی و زهرشناسی کتابی از دیسقوریدس پدانیوس آنازاریی با ترجمهٔ عربی مهران بن منصور بن مهران و ترجمه فارسی محمود طباطبایی است که در سال ۱۳۹۱ منتشر و در مراسم کتاب سال جمهوری اسلامی ایران به‌عنوان کتاب برگزیده معرفی شد.